# カル・スティーブンソン
- キャル・スティーブンソン
- カール・スティーブンソン

カル・スティーブンソン（Cal Stevenson , 1999年9月12日 - ）は、アメリカ合衆国カリフォルニア州フリーモント出身のプロ野球選手（外野手）。左投左打。フリーエージェント。

## 経歴

### プロ入りとブルージェイズ傘下時代
2018年のMLBドラフト5巡目でトロント・ブルージェイズから指名を受け、プロ入り。同年は傘下ルーキー級のチームでプレーし、打率.369、2本塁打、31打点を記録した。

### アストロズ傘下時代
2019年7月31日にアーロン・サンチェスとジョー・ビアジーニのトレードで、ヒューストン・アストロズに移籍した。

### レイズ傘下時代
2020年1月9日にオースティン・プルイットとのトレードで、ペイトン・バッテンフィールドと共にタンパベイ・レイズに移籍した。なお、同年はCOVID-19の感染拡大のためマイナーリーグの開催はなかった。

### アスレチックス時代
2022年7月10日にクリスチャン・ベタンコートとのトレードでオークランド・アスレチックスへ移籍した。8月10日に初のメジャー契約を結び、同日の試合に出場した。この年メジャーでは23試合に出場して打率.167、1打点 (1盗塁死)を記録した。

### ジャイアンツ時代
2023年4月19日に金銭トレードでサンフランシスコ・ジャイアンツに移籍した。この年は6試合に出場したが、1得点を記録しただけに終わった。

### フィリーズ時代
2023年5月26日にウェイバー公示を経て、フィラデルフィア・フィリーズに移籍した。ただ、フィリーズではメジャーに昇格することはなく、そのままシーズンを終えた。
2024年は18試合に出場して打率.250、6打点を記録した。
2025年の開幕はマイナー・オプションでAAA級リーハイバレー・アイアンピッグスで迎え、4月20日にアクティブ・ロースター入りしたが8試合の出場で8打数2安打、1打点の成績で5月3日にマイナー・オプションでAAA級リーハイバレーに降格した。8月17日にアーロン・ノラの60日間の負傷者リストからの復帰に伴い、自由契約となった。

## 詳細情報

### 年度別打撃成績
| 年 度    | 球 団    | 試 合 | 打 席 | 打 数 | 得 点 | 安 打 | 二 塁 打 | 三 塁 打 | 本 塁 打 | 塁 打 | 打 点 | 盗 塁 | 盗 塁 死 | 犠 打 | 犠 飛 | 四 球 | 敬 遠 | 死 球 | 三 振 | 併 殺 打 | 打 率 | 出 塁 率 | 長 打 率 | O P S |
| -------- | -------- | ----- | ----- | ----- | ----- | ----- | -------- | -------- | -------- | ----- | ----- | ----- | -------- | ----- | ----- | ----- | ----- | ----- | ----- | -------- | ----- | -------- | -------- | ----- |
| 2022     | OAK      | 23    | 71    | 60    | 5     | 10    | 3        | 0        | 0        | 13    | 1     | 1     | 1        | 2     | 1     | 8     | 0     | 0     | 23    | 1        | .167  | .261     | .217     | .478  |
| 2023     | SF       | 6     | 12    | 9     | 1     | 0     | 0        | 0        | 0        | 0     | 0     | 0     | 0        | 0     | 0     | 3     | 0     | 0     | 2     | 0        | .000  | .250     | .000     | .250  |
| 2024     | PHI      | 18    | 27    | 24    | 2     | 6     | 3        | 0        | 0        | 9     | 6     | 0     | 0        | 0     | 0     | 3     | 0     | 0     | 4     | 1        | .250  | .333     | .375     | .708  |
| MLB：3年 | MLB：3年 | 47    | 110   | 93    | 8     | 16    | 6        | 0        | 0        | 22    | 7     | 1     | 1        | 2     | 1     | 14    | 0     | 0     | 29    | 2        | .172  | .237     | .278     | .514  |

- 2024年度シーズン終了時

### 背番号
- 37（2022年 - 2023年）
- 47（2024年 - 2025年5月2日）